# Schwarzwand
Schwarzwand är ett berg i Österrike.   Det ligger i distriktet Spittal an der Drau och förbundslandet Kärnten, i den centrala delen av landet, 240 km sydväst om huvudstaden Wien. Toppen på Schwarzwand är 2 214 meter över havet, eller 480 meter över den omgivande terrängen. Bredden vid basen är 10,8 km.
Terrängen runt Schwarzwand är varierad. Runt Schwarzwand är det ganska glesbefolkat, med 28 invånare per kvadratkilometer.. Närmaste större samhälle är Tamsweg, 16,1 km nordost om Schwarzwand. 
I omgivningarna runt Schwarzwand växer i huvudsak blandskog.